# Ole Olsen (Filmproduzent)

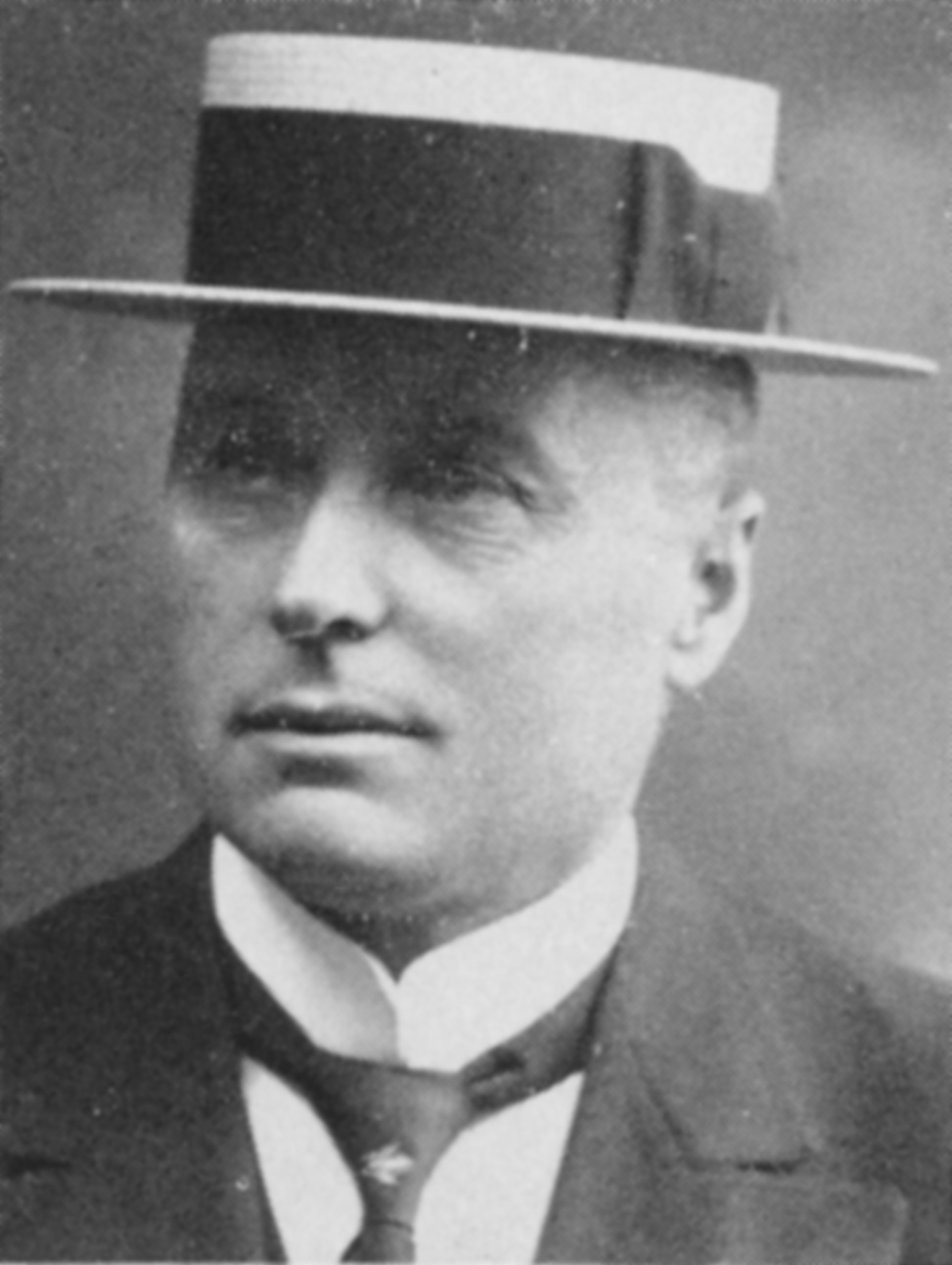
Ole Olsen um 1900

Ole Olsen (* 5. Mai 1863 in Tangemose bei Starreklinte in Vallekilde Sogn; † 5. Oktober 1943 im Kopenhagener Stadtteil Hellerup) war ein dänischer Filmproduzent. Er gründete die Produktionsgesellschaft Nordisk Film A/S.

## Leben
Am 23. April 1905 eröffnete Olsen mit dem Biograf-Theater das zweite permanent betriebene Kino Kopenhagens. Da er angeblich gern mehr qualitativ hochwertige Filme zeigen wollte, als damals zur Verfügung standen, entschloss er sich zur Gründung einer eigenen Produktionsgesellschaft. Sein erster eigener Film handelte von den Begräbnisfeierlichkeiten für den am 29. Januar 1906 verstorbenen König Christian IX.
Nachdem Olsen für den Bau eines Filmstudios ein Grundstück im Stadtteil Valby angekauft hatte, wurde die Firma Nordisk Film am 6. November 1906 offiziell ins Handelsregister eingetragen. Wenige Tage später, am 18. November, gründete er gemeinsam mit dem Fabrikanten Niels Ewald Jacobsen le Tort die Nordische Films Kompagnie & Theater für lebende Photographie GmbH in Berlin. Ab August 1915 firmierte sie als Nordische Film Co. GmbH und er war deren Direktor bis zum Mai 1918. Im April 1919 gründete er die Vereinigte Lichtspiele Flensburg GmbH. Am 22. März 1921 wurde er Mitglied des Aufsichtsrats der UFA.
Die Nordisk Film, die auch heute noch auf dem ursprünglichen Gelände in Valby ansässig ist, gilt als älteste bestehende Filmproduktionsgesellschaft der Welt. Während der Stummfilmzeit gehörte Nordisk Film zu den weltweit erfolgreichsten Filmproduzenten und konnte seine Filme in zahlreichen Ländern erfolgreich vermarkten. Nachdem Olsen 1924 in den Ruhestand gegangen war, begann jedoch langsam der Niedergang des Unternehmens, bedingt durch den Aufstieg Hollywoods und des internationalen Tonfilms.
Olsen erwarb 1933 den Esterhøjhof am Fuße eines Hügels in Esterhøj. Er errichtete von 1936 bis 1938 zwischen zwei Grabhügeln aus der Bronzezeit, seinen eigenen Grabhügel. Die aus Bronze gefertigte Eingangstür zu Olsens Grabkammer wird von einem Eisbären, dem Symbol seiner Filmgesellschaft Nordisk Film, geziert. Nach seinem Tod 1943 wurde seine Urne in einem Grabfach in der Grabkammer des Hügels beigesetzt. Später wurden auch die Urnen Olsens Ehefrau und seiner Kinder in der Grabkammer beigesetzt. Entsprechend einer testamentarischen Verfügung soll sein Grabfach am 5. Oktober 2143, zweihundert Jahre nach seinem Tod, wieder geöffnet werden. Die Grabkammer wurde im Januar 2010 von zwei unbekannten Männern geöffnet und geschändet.

## Filmografie (Auswahl)
- 1914: Ein Charakter (Arbejdet adler)
- 1914: Revolutionshochzeit
- 1915: Die Flucht vor der Liebe oder Eine Gefahr für die Gesellschaft (En fare for samfundet)
- 1917: Hotel Paradies (Hotel Paradis)
- 1917: Die Lieblingsfrau des Maharadscha (Maharadjahens Yndlingshustru)
- 1919: Die Lieblingsfrau des Maharadscha. Zweiter Teil (Maharadjahens Yndlingshustru II)